# Купер, Леон
Леон Н. Купер (англ. Leon Neil Cooper; при рождении — Леон Н. Купчик; 28 февраля 1930[…], Нью-Йорк, Нью-Йорк — 23 октября 2024, Провиденс) — американский физик, лауреат Нобелевской премии по физике 1972 года (совместно с Джоном Бардиным и Джоном Шриффером) «за создание теории сверхпроводимости, обычно называемой БКШ-теорией». Именем Купера названы электронные пары Купера и BCM теория синаптической пластичности.
Более полувека преподавал в Брауновском университете. Член Национальной академии наук США (1975).

## Биография
Родился 28 февраля 1930 года в Бронксе в еврейской семье, был старшим из двух детей. Его отец Ицек (Ирвинг, Исидор) Купчик (1897—?), уроженец Брест-Литовска, меньшевик, эмигрировал в США из Белоруссии после Октябрьской революции, работал наборщиком в типографии; мать Анна Купчик (урождённая Зола, 1904—1938), тоже родилась в России. Окончил Среднюю школу естественных наук Бронкса в 1947 году. После этого учился в Колумбийском университете, где получил степени бакалавра (1951), магистра (1953), доктора философии (1954). Затем работал в Институте перспективных исследований, преподавал в Иллинойсском университете в Урбане-Шампейне, а также в Университете штата Огайо. В 1958 году перешёл в Университет Брауна.
Проводил исследования в различных институтах, включая Институт перспективных исследований и ЦЕРН. Его профессура в университете Брауна спонсировалась фондом Томаса Уотсона. Купер был также директором института по мозговым и нейронным системам, участвовал в исследовательской программе по нейронной науке. Автор нестандартного учебника по физике, первоначально вышедшего под названием «Введение в сущность и структуру физики» и до сих пор выпускаемого в несколько укороченной форме под названием «Физика: Структура и значение».
В 2016 году подписал письмо с призывом к Greenpeace, Организации Объединённых Наций и правительствам всего мира прекратить борьбу с генетически модифицированными организмами (ГМО).
Был дважды женат (две дочери от первого брака).
Леон Купер умер в своём доме в Провиденсе, штат Род-Айленд, 23 октября 2024 года в возрасте 94 лет.

## Награды и отличия
- Стипендиат Слоуна (1959—1966)
- Стипендия Гуггенхайма (1965)[16]
- Премия Комстока (1968)
- Нобелевская премия по физике (1972)
- Медаль Декарта (1977) от Парижской академии
- Премия Джона Джея (1985) от Колумбийского университета
- Премия Александра Гамильтона (1995) от Колумбийского университета
- Медаль Сьюзан Калвер Розенбергер (2013) от Браунского университета[17].
- Член Американской академии наук и искусств, Американского физического общества, Американского философского общества (1973), Американской ассоциации содействия развитию науки.

## Публикации
Книги
- Cooper L. N. An Introduction to the Meaning and Structure of Physics. — Harper & Row, 1968. — 746 p. Русский перевод: Купер Л. Физика для всех: Введение в сущность и структуру физики (в двух томах). — М.: Мир, 1973—1974.
- Cooper L. N. An Introduction to the Meaning and Structure of Physics: short edition. — Harper & Row, 1970. — 574 p.
- Cooper L. N. Physics: Structure and Meaning. — University Press of New England, 1992. — 566 p.
- Cooper L. N. How We Learn; How We Remember: Toward an Understanding of Brain and Neural Systems. Selected Papers of Leon N Cooper. — World Scientific, 1995. — 404 p.
- Cooper L. N., Intrator N., Shouval H. Z., Blais B. S. Theory of Cortical Plasticity. — World Scientific, 2004. — 332 p.
- BCS: 50 Years / eds. L. N. Cooper, D. Feldman. — World Scientific, 2010. — 588 p.
- Cooper L. N. Science and Human Experience: Values, Culture, and the Mind. — Cambridge University Press, 2014. — 256 p.

Основные статьи
- Cooper L. N. Bound Electron Pairs in a Degenerate Fermi Gas // Physical Review. — 1956. — Vol. 104. — P. 1189-1190. — doi:10.1103/PhysRev.104.1189.
- Bardeen J., Cooper L. N., Schrieffer J. R. Microscopic Theory of Superconductivity // Physical Review. — 1957. — Vol. 106. — P. 162-164. — doi:10.1103/PhysRev.106.162.
- Bardeen J., Cooper L. N., Schrieffer J. R. Theory of Superconductivity // Physical Review. — 1957. — Vol. 108. — P. 1175-1204. — doi:10.1103/PhysRev.108.1175.
- Cooper L. N. Superconductivity in the neighborhood of metallic contacts // Physical Review Letters. — 1961. — Vol. 6. — P. 689-690. — doi:10.1103/PhysRevLett.6.689.
- Bienenstock E. L., Cooper L. N., Munro P. W. Theory for the development of neuron selectivity: Orientation specificity and binocular interaction in visual cortex // Journal of Neuroscience. — 1982. — Vol. 2. — P. 32-48. — doi:10.1523/jneurosci.02-01-00032.1982.
- Reilly D. L., Cooper L. N., Elbaum C. A neural model for category learning // Biological Cybernetics. — 1982. — Vol. 45. — P. 35-41. — doi:10.1007/BF00387211.
- Bear M. F., Cooper L. N., Ebner F. F. A physiological basis for a theory of synapse modification // Science. — 1987. — Vol. 237. — P. 42-48. — doi:10.1126/science.3037696.
- Shouval H. Z., Bear M.F., Cooper L. N. A unified model of NMDA receptor-dependent bidirectional synaptic plasticity // Proceedings of the National Academy of Sciences. — 2002. — Vol. 99. — P. 10831-10836. — doi:10.1073/pnas.152343099.
- Cooper L. N., Bear M. F. The BCM theory of synapse modification at 30: Interaction of theory with experiment // Nature Reviews Neuroscience. — 2012. — Vol. 13. — P. 798-810. — doi:10.1038/nrn3353.

## Комментарии
1. ↑  Среднее имя. Среднее имя Купера послужило причиной некоторой неразберихи в средствах массовой информации. Во многих источниках, включая сайт Нобелевского комитета, его называют Леоном Нилом Купером. Однако Средний инициал N официально не обозначает никакого имени и официально имя пишется как Леон Н Купер. Неофициально, согласно семейной информации, буква Н должна обозначать Натан.